# Kościół Rozesłania Świętych Apostołów w Brzeziu
Kościół Rozesłania Świętych Apostołów w Brzeziu – rzymskokatolicki kościół parafialny należący do parafii pod tym samym wezwaniem (dekanat Pleszew diecezji kaliskiej).
Obecna świątynia murowana została zbudowana w 1789 roku i ufundowana przez Andrzeja i Elżbietę Bogdańskich. Niestety sam fundator nie doczekał się zakończenia budowy kościoła, zmarł 23 marca 1789 roku i dopiero w listopadzie ks. proboszcz Mikołaj Zadora Paszkowski, na mocy władzy udzielonej mu przez Urząd Generalny Oficjała Gnieźnieńskiego, umieścił kamień węgielny w ścianie za wielkim ołtarzem nowej, murowanej świątyni. W dniu 11 listopada, w święto św. Marcina, poświęcił kościół i wprowadził do niej uroczyście obraz Najświętszej Maryi Panny oraz Najświętszy Sakrament z poprzedniej świątyni. W 1792 roku został wzniesiony murowany ołtarz. Dzięki nakładom finansowym Elżbiety z Małachowskich Bogdańskiej, odbyło się przeniesienie do podziemia nowej świątyni szczątków poprzednich właścicieli Brzezia, które wcześniej buły umieszczone w podziemiach drewnianego kościoła.
Budowla jest jednonawowa i ma drewniany sufit, który zakrywa sklepienie świątyni. Oprócz tego kościół zwieńcza blaszany dach hełmowy.
W ołtarzu głównym (podobnie jak dwa boczne – w stylu klasycystycznym) jest umieszczony obraz Matki Bożej z XVIII wieku, jednakże w późniejszych latach gruntowanie go przemalowano. Nad nim jest usytuowana figura Boga Ojca na ziemskim globie z dwoma aniołami. W prawym ołtarzu bocznym jest umieszczony obraz Najświętszego Serca Pana Jezusa (ku Jego czci znajduje się również w prezbiterium z lewej strony) oraz mniejszy obraz ojca Pio z jego relikwiami i figura św. Józefa. W lewym ołtarzu bocznym jest umieszczony obraz przedstawiający wezwanie świątyni – rozesłanie Apostołów, towarzyszy mu figura Matki Bożej. Kolejny wizerunek Maryi jest umieszczony na witrażu Najświętszego Serca Maryi z prawej strony prezbiterium. Najstarszym zabytkiem w kościele, oprócz wspomnianego wyżej obrazu Matki Bożej, który jednak nie zachował pierwotnego wyglądu, jest drewniana ławka z prawej strony z napisem „1794”, znajdująca się w połowie nawy.